# Goudhaan
De goudhaan (Regulus regulus), vanwege zijn formaat meestal goudhaantje genoemd, is een zangvogel uit de familie van Regulidae. Het goudhaantje is een nauwe verwant van het iets grotere vuurgoudhaantje.

## Kenmerken
Het goudhaantje wordt slechts 8,5 cm groot, bij een gewicht van 4 tot 7 gram. Daarmee is deze vogel de kleinste Europese vogel. De vogel heeft een tere snavel met een neusopening die bedekt is met veerborstels. Het bruingrijsgroene verenkleed is heel dicht, met een zwart omzoomde kruinstreep, die bij het mannetje meer oranje en bij het wijfje geel is.

## Voortplanting
Een goudhaantje is monogaam en na een jaar geslachtsrijp. Het vrouwtje kan tweemaal per jaar een legsel produceren, dat bestaat uit 7 tot 11 witte, grijsgewolkte eitjes, die in 12 tot 16 dagen uitgebroed worden. Het met haren en veertjes beklede komvormige nest wordt aan de rand min of meer dichtgetrokken om de warmte binnen te houden. Verreweg de meeste jongen halen de geslachtsrijpe leeftijd niet: jaarlijks sterft 80% en daardoor wordt een goudhaan gemiddeld slechts 8 maanden oud. De hoogste gerapporteerde leeftijd betrof een exemplaar dat dood gevonden werd in Marokko, 7 jaar en 7 maanden nadat hij geringd was in Winchester.

## Verspreiding en leefgebied
Het goudhaantje is een broedvogel van gemengd loof- en naaldbos, met een voorkeur voor sparrenbos. Het is een trekvogel, die overwintert in Zuid-Europa.
De soort telt veertien ondersoorten:
- R. r. regulus: Europa en westelijk Siberië.
- R. r. teneriffae: La Gomera en Tenerife.
- R. r. ellenthalerae: La Palma en Ferro.
- R. r. azoricus: São Miguel.
- R. r. sanctaemariae: Santa Maria.
- R. r. inermis: de westelijke en centrale Azoren.
- R. r. buturlini: het Krimschiereiland, Anatolië en de Kaukasus.
- R. r. hyrcanus: noordelijk Iran.
- R. r. coatsi: het zuidelijke deel van Centraal-Siberië.
- R. r. tristis: Tiensjan gebergte.
- R. r. himalayensis: van oostelijk Afghanistan tot de westelijke Himalaya.
- R. r. sikkimensis: van de oostelijke Himalaya tot het noordelijke deel van Centraal-China.
- R. r. yunnanensis: centraal en het zuidelijke deel van Centraal-China, noordoostelijk Myanmar.
- R. r. japonensis: zuidoostelijk Siberië, noordoostelijk China, Korea en Japan.

## Status
Deze kleine vogel heeft een enorm groot verspreidingsgebied dat reikt van de Britse Eilanden dwars door de naaldhoutgordel door Azië tot aan Japan; daardoor is de kans op uitsterven uiterst gering. Een grove schatting van de populatie is 98 tot 165 miljoen volwassen vogels. Voor Europa wordt het aantal broedpaartjes geschat op 20 tot 37 miljoen. De aantallen gaan achteruit. Echter, het tempo ligt onder de 30% in tien jaar (minder dan 3,5% per jaar). Om deze redenen staat het goudhaantje als niet bedreigd op de Rode Lijst van de IUCN.

### Voorkomen in de Lage Landen
In Nederland en België komen goudhaantjes het gehele jaar voor. De aantallen die in de winter in Nederland waargenomen worden, vertonen sinds 1990 een geleidelijk afnemende trend van meer dan 5% per jaar. Met de broedvogels ging het tot ongeveer 2005 steeds beter, maar daarna daalden de aantallen, ook met meer dan 5% per jaar. De Sovon-telling periode 2018-2020 in Nederland kwam uit op tussen de 44.000 en 74.000 broedparen.

## Trivia
- Het goudhaantje staat op een in 1994 uitgegeven postzegel uit Cambodja. Met een waarde van 41 c. staat het goudhaantje op een Ierse postzegel uit 1998. Op 26 maart 2001 verscheen een uit vier Belgische postzegels bestaande serie, met het goudhaantje (frankeerwaarde 0,50 BEF), de klapekster, de kramsvogel en de ekster, die herdrukken met andere waardeaanduidingen kende. 11 oktober 2010 gaf bpost, de leidende postoperator in België, wederom een zegel met het goudhaantje uit. In Nederland verscheen in 2019 het uit 6 zegels bestaande postzegelvel Tuinvogels in Nederland, met goudhaan, pimpelmees, winterkoning, roodborst, huismus en koolmees, alle voorzien van het cijfer 1 dat in Nederland sinds 1 juli 2010 de aankoopprijs van frankeerzegels in het jaar van uitgifte aanduidt.
- Goudhaantje was in Nederland een merknaam voor vacuüm verpakte gebraden haantjes.
- De goudkleurige Zündapp brommer van het type 517 heeft de bijnaam 'Goudhaan'.

## Galerij

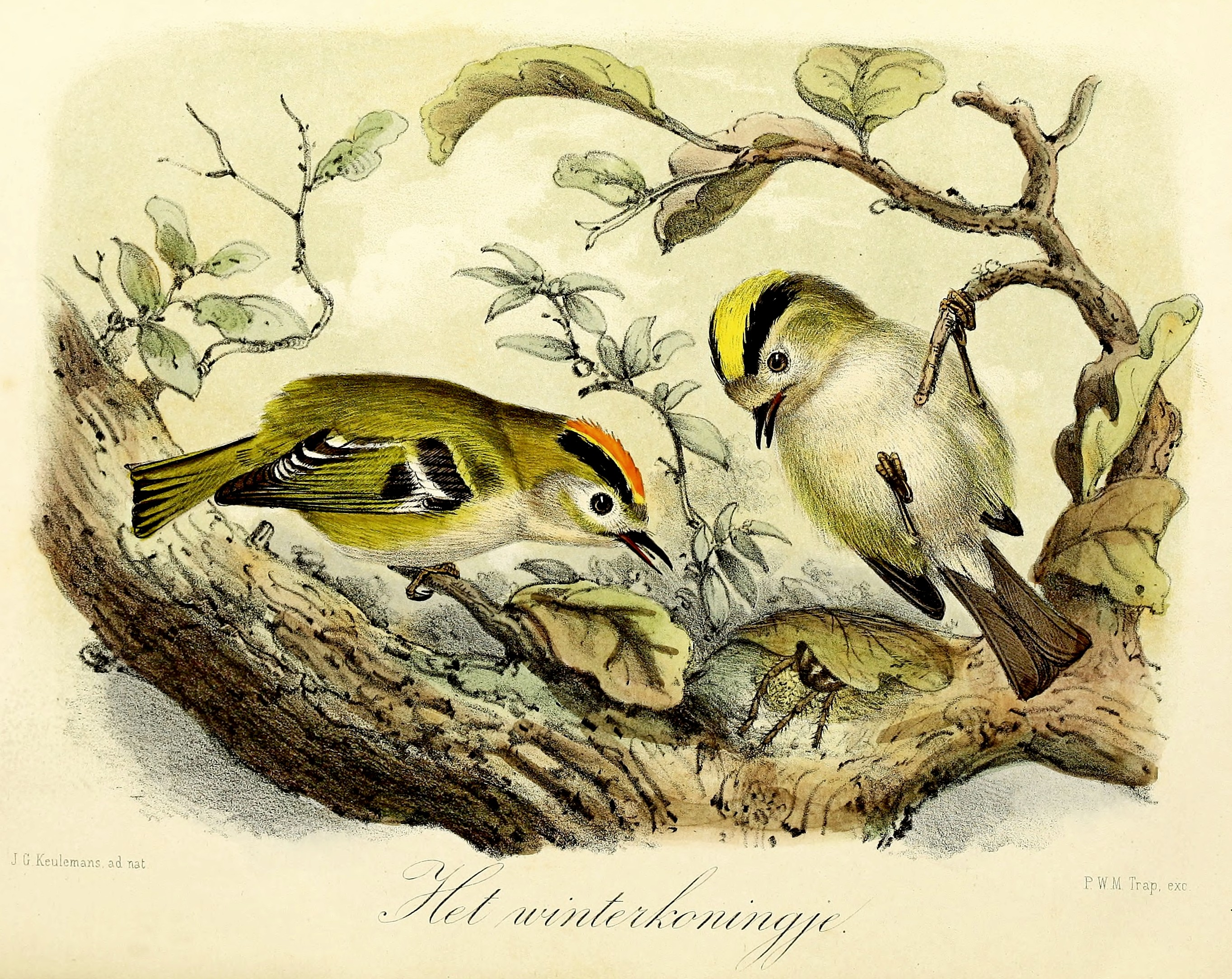
Het winterkoningje (1869), John Gerrard Keulemans
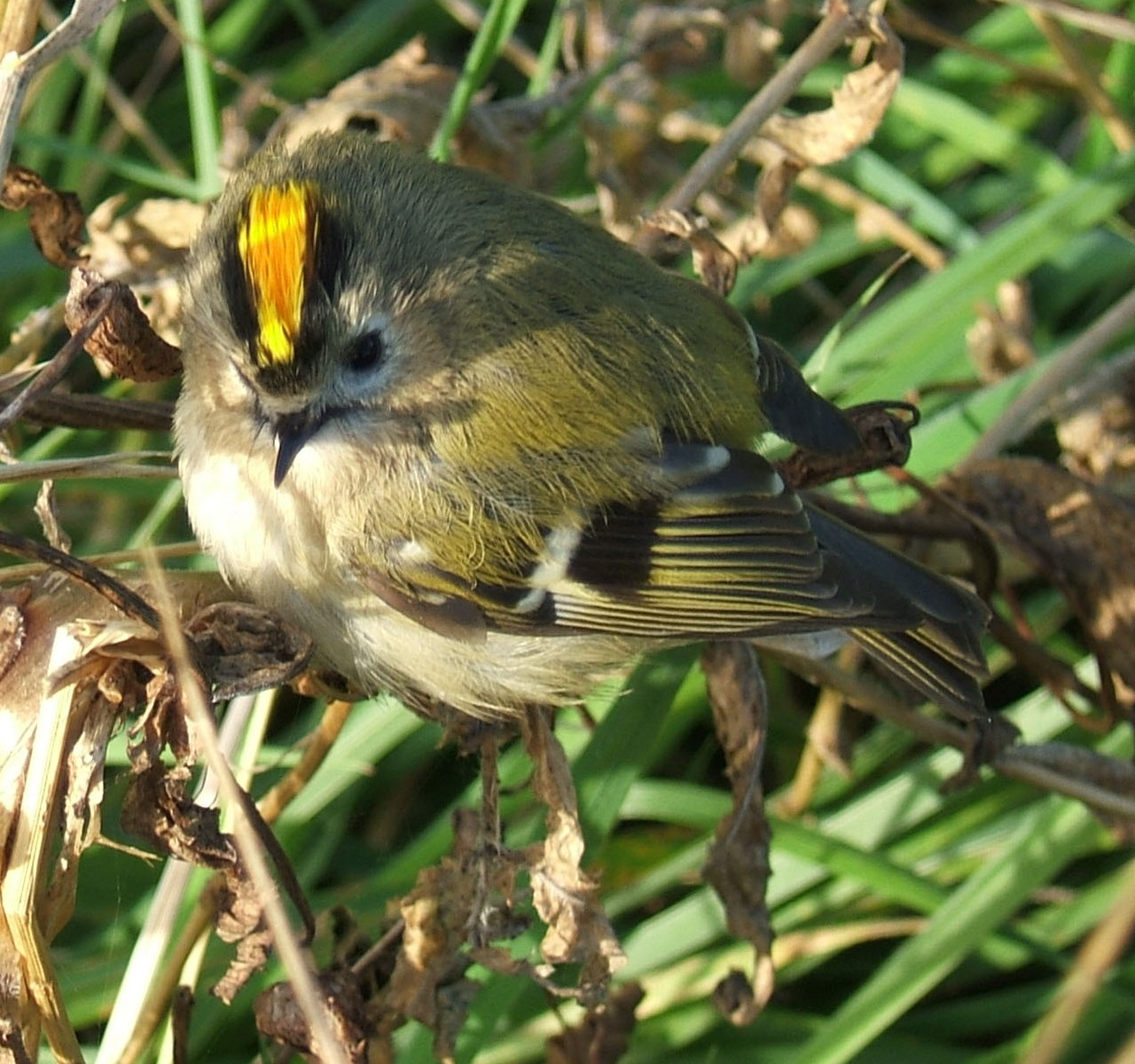
Goudhaan (mannetje)
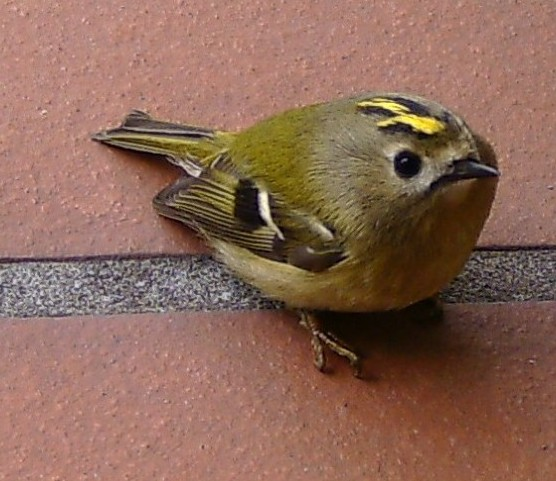
Vrouwelijk goudhaantje

## Video
- Goudhaantje neemt een bad